# Heinz Schleußer
Heinz Schleußer (* 20. April 1936 in Oberhausen; † 12. Juli 2000 in Essen) war ein deutscher Gewerkschafter und Politiker (SPD).
Schleußer arbeitete von 1954 bis 1963 als Betriebsschlosser im Hüttenwerk Oberhausen. Bei der IG Metall war er von 1969 bis 1987 Erster Bevollmächtigter und Geschäftsführer.
Schleußer trat 1957 in die SPD ein. Von 1969 bis 1988 war er Ratsherr der Stadt Oberhausen, von 1979 bis 1988 als Vorsitzender der SPD-Ratsfraktion. Im Jahr 1975 wurde er in den Landtag von Nordrhein-Westfalen gewählt, wo er von 1981 bis 1988 finanzpolitischer Sprecher der Sozialdemokraten war. Im Mai 1988 rief ihn Johannes Rau als Finanzminister in sein Kabinett. Zwölf Jahre lang übte er dieses Amt aus. Die sozialverträgliche Gestaltung des Strukturwandels war die große Aufgabe seiner Amtszeit. Als Folge der Montankrise im Ruhrgebiet wuchsen die Schulden des Landes auf fast 150 Milliarden DM an.
Schleußer war Aufsichtsrat der Thyssen AG und gehörte dem Verwaltungsrat der WestLB an.
Presseberichte über zwei Urlaubsflüge Schleußers nach Kroatien, die er sich von der WestLB bezahlen ließ, bildeten den Auftakt der „Düsseldorfer Flugaffäre“, die zu seinem Rücktritt am 26. Januar 2000 führte.
Schleußer starb am 12. Juli 2000 nach schwerer Krankheit in Essen, er wurde am 19. Juli 2000 in seiner Heimatstadt Oberhausen bestattet.
Nach ihm wurde die Marina am Rhein-Herne-Kanal in Oberhausen benannt.
Siehe auch: Kabinett Rau III – Kabinett Rau IV – Kabinett Rau V – Kabinett Clement I